# Chiropterotriton mosaueri
Espèce
Synonymes
- Oedipus mosaueri Woodall, 1941

Statut de conservation UICN

 CR B1ab(iii,v) : 
En danger critique
Chiropterotriton mosaueri est une espèce d'urodèles de la famille des Plethodontidae.

## Répartition
Cette espèce est endémique au Mexique. Elle est connue uniquement de deux endroits, les grottes près de la ville de Durango et le parc national Los Mármoles dans le nord de l'Hidalgo. Elle se rencontre à environ 2 160 m d'altitude.

## Description
Le mâle holotype mesure 108,9 mm de longueur totale dont 46,4 mm de longueur standard et 62,5 mm de queue.

## Étymologie
Cette espèce est nommée en l'honneur de Walter Mosauer.

## Publication originale
- Woodall, 1941 : A new Mexican salamander of the genus Oedipus. Occasional Papers of the Museum of Zoology, University of Michigan, no 444, p. 1-4 (texte intégral).